# タンゲラン
タンゲラン（インドネシア語：Kota Tangerang）はインドネシアのバンテン州の都市である。ジャカルタの西20kmに位置し、ジャカルタ都市圏（ジャボデタベック）に含まれる。市内にスカルノハッタ国際空港が立地している。

## 地理
西はタンゲラン県、南は南タンゲラン市、東はジャカルタに隣接している。

## 交通
- KRLコミューターライン-タンゲラン線

## 姉妹都市
- ガティノー、カナダ
- ミシサガ、カナダ
- アーリントン郡、アメリカ合衆国
- シャー・アラム、マレーシア
- クチン、マレーシア